# Villerest
Villerest é uma comuna francesa na região administrativa de Auvérnia-Ródano-Alpes, no departamento de Loire. Estende-se por uma área de 14,82 km². Em 2010 a comuna tinha 5 105 habitantes (densidade: 344,5 hab./km²).